# Prey Veng FC
Câu lạc bộ bóng đá Prey Veng (tiếng Khmer: ក្លឹប បាល់ទាត់ ខេត្តព្រៃវែង), là một câu lạc bộ bóng đá có trụ sở tại tỉnh Prey Veng, Campuchia. Câu lạc bộ thường thi đấu tại Hun Sen Cup, giải đấu cúp quốc gia lớn của bóng đá Campuchia. Sau chuỗi trận bất bại ở Giải bóng đá hạng nhì quốc gia Campuchia 2020, câu lạc bộ sẽ ra mắt tại Giải VĐQG Campuchia 2021, giải đấu hàng đầu của bóng đá Campuchia.

## Danh sách cầu thủ
Ghi chú: Quốc kỳ chỉ đội tuyển quốc gia được xác định rõ trong điều lệ tư cách FIFA. Các cầu thủ có thể giữ hơn một quốc tịch ngoài FIFA.
| Số | VT | Quốc gia  | Cầu thủ        |
| -- | -- | --------- | -------------- |
| 1  | TM | Campuchia | Kim Chanveasna |
| 2  | HV | Campuchia | In Khindaro    |
| 4  | HV | Campuchia | Sor Rotana     |
| 5  | HV | Campuchia | Nhoem Lyhuor   |
| 7  | TV | Campuchia | Kong Lyhuor    |
| 9  | TĐ | Campuchia | Ahmath Surim   |
| 10 | TĐ | Campuchia | Phan Sophen    |
| 11 | TV | Campuchia | Voeun Va       |
| 12 | HV | Campuchia | Ath Ontoch     |
| 13 | HV | Campuchia | Pov Chanthet   |
| 15 | TV | Campuchia | Tith Dina      |
| 16 | TV | Campuchia | Sor Samuth     |
| 17 | TV | Campuchia | Phoung Dina    |

| Số | VT | Quốc gia           | Cầu thủ              |
| -- | -- | ------------------ | -------------------- |
| 18 | TV | Campuchia          | San Sovathe          |
| 19 | TV | Campuchia          | Sin Sovannmakara     |
| 20 | TV | Uzbekistan         | Alisher Mirzaev      |
| 21 | TM | Campuchia          | Kong Phaktra         |
| 22 | TĐ | Nigeria            | Nduka Uche Raoul     |
| 23 | TV | Campuchia          | Lin Daradevid        |
| 25 | HV | Campuchia          | Soung Sokleng        |
| 26 | HV | Campuchia          | Chan Sarapich        |
| 27 | HV | Campuchia          | Ouk Som Eng          |
| 34 | HV | Trinidad và Tobago | Seon Power (Captain) |
| 99 | TĐ | Campuchia          | Bunthouen Bunnarong  |
| —  | TV | Campuchia          | En Vicchay           |

## Ban Huấn Luyện
| Position         | Name                   |
| Head Coach       | Thongchai Rungreangles |
| Goalkeeper Coach | Arthit Thanusorn       |
| Fitness Coach    | Pongborworn Kinawong   |